# Museo Nacional de Cartago
El Museo Nacional de Cartago (en árabe: المتحف الوطني بقرطاج; en francés: Musée national de Carthage) es junto con el Museo Nacional de Bardo uno de los dos principales museos arqueológicos en el país africano de Túnez. Se trata de un museo nacional, en donde se muestran elementos arqueológicos,  está ubicado en la colina de Byrsa en el corazón de la ciudad de Cartago. Fundado en 1875, es uno de los museos más grandes del país.
Situado cerca de la catedral de San Luis de Cartago, permite al visitante apreciar la magnitud de la ciudad durante las épocas púnica y romana.